# Suruga Bank Cup 2011
Suruga Bank Cup 2011 (japanska: スルガ銀行チャンピオンシップ2011; spanska: Copa Suruga Bank 2011) var den fjärde upplagan av Suruga Bank Cup.
Segraren från J. League Cup 2010, Júbilo Iwata, spelade mot segraren av Copa Sudamericana 2010, Independiente från Argentina.
Júbilo Iwata vann mötet på straffsparksläggning med 4–2, efter att matchen hade slutat oavgjort efter fulltid.

## Matchdetaljer
|  | 3 augusti 2011 19:00 (UTC+9) | Shizuoka-stadion000 Fukuroi, Japan000 |

| Júbilo Iwata | Júbilo Iwata                                                                | 2 – 2                      | Independiente                                                  | Independiente |
| Júbilo Iwata | Roberto Battión 9′ (sjm.) Tomoyuki Arata 58′                                | (1 – 1)                    | Eduardo Tuzzio 32′ Facundo Parra 47′                           | Independiente |
| Júbilo Iwata | Hiroyuki Kobayashi Hiroki Yamada Daisuke Nasu Yuichi Komano Yoshiaki Fujita | Straffsparksläggning 4 – 2 | Leonel Núñez Cristian Pellerano Julián Velázquez Facundo Parra | Independiente |

| Startelva:          |    |                      |     |     |
|                     |    |                      |     |     |
| MV                  | 1  | Yoshikatsu Kawaguchi |     |     |
| F                   | 2  | Kenichi Kaga         |     |     |
| F                   | 33 | Yoshiaki Fujita      |     |     |
| F                   | 3  | Ryu Okada            |     | 61′ |
| MF                  | 5  | Yuichi Komano        |     |     |
| MF                  | 20 | Shuto Yamamoto       |     |     |
| MF                  | 28 | Keisuke Funatani     | 11' | 46′ |
| MF                  | 23 | Kosuke Yamamoto      |     | 67′ |
| MF                  | 6  | Daisuke Nasu         |     |     |
| MF                  | 10 | Hiroki Yamada        |     |     |
| A                   | 8  | Gilsinho             |     | 75′ |
| Inhoppare:          |    |                      |     |     |
| MV                  | 21 | Naoki Hatta          |     |     |
| F                   | 22 | Hiroyuki Kobayashi   |     | 61′ |
| F                   | 16 | Jo Kanazawa          |     |     |
| F                   | 30 | Shinnosuke Honda     |     |     |
| MF                  | 15 | Minoru Suganuma      |     | 75′ |
| A                   | 17 | Hidetaka Kanazono    |     | 67′ |
| A                   | 19 | Tomoyuki Arata       |     | 46′ |
|                     |    |                      |     |     |
|                     |    |                      |     |     |
|                     |    |                      |     |     |
|                     |    |                      |     |     |
|                     |    |                      |     |     |
|                     |    |                      |     |     |
| Tränare:            |    |                      |     |     |
| Masaaki Yanagishita |    |                      |     |     |

| Startelva:      |    |                       |     |     |
|                 |    |                       |     |     |
| MV              | 1  | Hilario Navarro       |     |     |
| F               | 13 | Iván Vélez            |     | 70′ |
| F               | 6  | Eduardo Tuzzio        |     |     |
| F               | 2  | Julián Velázquez      |     |     |
| F               | 3  | Maximiliano Velázquez | 39' | 71′ |
| MF              | 8  | Hernán Fredes         |     |     |
| MF              | 5  | Roberto Battión       |     | 46′ |
| MF              | 7  | Cristian Pellerano    |     |     |
| MF              | 11 | Osmar Ferreyra        |     | 46′ |
| A               | 17 | Facundo Parra         |     |     |
| A               | 19 | Marco Pérez           |     | 88′ |
| Inhoppare:      |    |                       |     |     |
| MV              | 21 | Fabián Assmann        |     |     |
| F               | 23 | Adrián Argachá        |     | 71′ |
| F               | 33 | Cristian Báez         |     | 46′ |
| MF              | 16 | Nicolás Cabrera       |     | 70′ |
| MF              | 10 | Patricio Rodríguez    |     | 46′ |
| A               | 9  | Leonel Núñez          |     | 88′ |
| A               | 14 | Matías Defederico     |     |     |
|                 |    |                       |     |     |
|                 |    |                       |     |     |
|                 |    |                       |     |     |
|                 |    |                       |     |     |
|                 |    |                       |     |     |
|                 |    |                       |     |     |
| Tränare:        |    |                       |     |     |
| Antonio Mohamed |    |                       |     |     |

| Domare: Lee Probert (England) Ass. domare: Mu Yuxin (Kina) & Han Wei (Kina) Fjärdedomare: Yudai Yamamoto (Japan) | Publik: 19 034 |  |